# Чокурча (Сімферополь)
Чокурча́ (крим. Çuqurça), також Лугове — мікрорайон в Сімферополі, у Київському районі, колишнє село.

## Опис
Розташований на заході міста, з півночі обмежений об'їзною дорогою Ялтинської траси, зі сходу межує з селом Мамак (Строгонівка), на півночі упирається в масив Ак-Баїр, на заході виходить до проспекту Перемоги.
Головні вулиці — Лугова, Теплічна, Мамак. Районом протікає річка Малий Салгір.
По адресі вул. Лугова, 73, розташована Сімферопольська центральна районна лікарня, в будину 91 — школа № 19.
Територія уздовж Малого Салгира по обох берегах, між проспектом Перемоги та Лугівською лікарнею має назву Чивчинкан-Багчаси — «шевченківський сад».
Північна частина району, за Малим Салгиром, має назву Сонячна долина, і з'явилася у 1990-х роках, ще далі, за об'їзною дорогою Ялтинської траси знаходиться забудова Лугове-2.

## Історія
Чокурча — один із найдавніших районів столиці Криму. 1927 року місцевим краєзнавцем Забніним у печері Чокурча було виявлено сліди стоянки людини давньокам'яного віку: бивень мамонта, кістки гієни, носорога, гігантських оленів. На плафоні печери археологи виявили велику кількість різних знаків, геометризованих зображень людей та тварин.
У середні віки з Чокурчи вела дорога до палацу калги-султана в Акмесджиті та до Бітака. Частково ця давня дорога збереглася, зараз вона називається вулицею Тепличною і як у старі часи переповнена транспортом.
Відома мечеть Чокурча-Джамісі, збудована у 1750-х роках.
Після анексії Кримського ханства Росією у 1783 році Чокурча увійшла до Ескіординської волості Сімферопольського повіту.
У «Пам'ятній книзі Таврійської губернії 1889 року» Чокурча записана з 48 дворами та 251 мешканцем.
Згодом на цій території було засновано Чокурчинську (Лугівську) лікарню.
У 1944 році кримськотатарське населення було депортоване, а у 1948 році указом Президії Верховної Ради РРФСР Чокурча було перейменована на Лугове.
1947 року печера Чокурча була оголошена пам'яткою природи.
В 1950-1960-ті роки в селі з'явилися дві танкові частини. Для сімей офіцерського складу було збудовано військове містечко на заході сучасного району.
Крім цього, була ще частина прямо на чокурчинських скелях. Внизу, біля річки, було збудовано підземний бункер. Кам'яні сходинки для швидкого збігання військових у підземеллі збереглися досі, але тепер вони виглядають як «дорога в нікуди» — зверху сходинки впираються в паркан нинішньої автобази, а внизу закладений бункер.
Головну вулицю — Продольну у 1964 перейменували у Фруктову, а у 1978 році — у Лугову. Вулиці Теплична та Овочева згадуються з 1965 року.
У 1960-ті село входило до Денисівської сільради, у 1970-ті — до Трудівської. Ще в 60-ті роки тут з'являлися перші п'ятиповерхівки.
Вулицю Верхня у 1974 році перейменовано на Дальню.
Остаточно населений пункт став частиною Сімферополя 1977 року.
Вулицю Підгірну у 1982 році перейменували на вулицю Хачатряна.
У 1990-ті роки з'явився новий район «Сонячна долина» і район нового самозахоплення.
У 1998 році відбудована мечеть Чокурча-Джамісі.